# Kincsvadászok (film, 1985)
A Kincsvadászok (eredeti cím: The Goonies) 1985-ben bemutatott amerikai kalandfilm-vígjáték, melyet Richard Donner rendezett. A forgatókönyvet Steven Spielberg története alapján Chris Columbus írta.

## Cselekmény
Az Oregon állambeli Astoria kisváros Goon Docks nevű városrészében egy golfklub terjeszkedni kíván és le akarja romboltatni a területen lévő házakat. Az itt élő gyerekek utolsó közös hétvégéjüket töltik. A banda tagjai az örök optimista Mikey, a bátyja, Brandon, a feltalálózseni Data, a dumagép Malac, és a túlsúlyos ügyetlen Tuskó. Miközben Walshék padlásán kutakodnak, találnak egy 1632-ből származó térképet, ami szerint Félszemű Willy, a hírhedt kalóz kincse valahol a közelben rejtőzik. A gyerekek kicselezik Brandont és egy, a térkép mellett található forma segítségével kikövetkeztetik, hogy a lejárat valahol a tengerparti vendéglőben lehet. Brandon utánuk ered, és vele együtt Andy, aki titokban szerelmes belé, és a barátnője, Stef.
Hamar felfedezik, hogy az étteremben a Fratelli család vert tanyát, a fiúkat, Francist és Jake-et nemrég szöktette meg az anyjuk a börtönből és tűzpárbajba is keveredtek. A fiúk az épületben találnak is egy lejáratot, ahová kénytelenek bemenekülni, mikor megérkeznek Fratelliék. Tuskó fent marad, mikor beragad a hűtőházba, és utána hiába próbálja meg értesíteni a rendőrséget, elfogják, megkötözik, és a harmadik Fratelli-testvér, a szellemileg visszamaradott és torz, de erős Lajhár mellé teszik. Kiszedik Tuskóból, hol vannak a többiek és a nyomukba erednek a kincs ígéretével. Lajhár és Tuskó összebarátkoznak, majd kiszabadulnak mindketten és ők is utánuk erednek – de előbb telefonálnak a rendőrségnek.
A kis csapat számtalan nehézségen és csapdán átjutva végül elér egy hatalmas sziklaüregbe, ahol Félszemű Willy hajója csapdába esett évszázadokkal korábban. Megtalálják a kincseket és elkezdik megtölteni a zsebeiket – Mikey kérésére azonban nem nyúlhatnak a Félszemű Willy előtti mérlegen található aranyhoz, mert az őt illeti. Nemsokára megérkeznek a Fratelliék is, és elszedik tőlük a kincseket, majd egyesével a vízbe dobálják őket. Az utolsó pillanatban érkezik Tuskó és Lajhár, akik megmentik a fiúkat és ellátják a Fratelliék baját. Ők erre kétségbeesnek és annyi aranyat akarnak felmarkolni, amennyit csak bírnak – többek közt a Félszemű Willy előtti mérlegről is. Erre rögtön beindul egy csapda és az egész sziklaüreg elkezd beomlani – a bent lévők egy kis lyukon, Lajhár segítségével jutnak csak ki.
A tengerparton lyukadnak ki, ahol már várnak rájuk a szüleik és a rendőrség. Fratelliéket letartóztatják, Lajhár kivételével, akivel Tuskó közli, hogy mától velük lakik. A gyerekek elmesélik kalandjaikat, és ekkor kiderül, hogy hiába vettek el tőlük minden kincset, egy zsák drágakő valahogy mégis megmaradt. Ez elég ahhoz, hogy Mikey apja összetépje a kilakoltatási végzést, mert most már van elég pénzük, hogy ott maradhassanak, ahol laknak. Miközben ünnepelnek, Félszemű Willy hajója kifut a tengerre.

## Szereplők
| Szerep                   | Színész          | Magyar hang           |
| ------------------------ | ---------------- | --------------------- |
| Mikey Walsh              | Sean Astin       | Minárovits Péter      |
| Brand Walsh              | Josh Brolin      | Bolba Tamás           |
| Lawrence `Tuskó` Cohen   | Jeff Cohen       | Petrik Péter          |
| Clark `Malac` Devereaux  | Corey Feldman    | Hajdu Attila          |
| Andy Carmichael          | Kerri Green      | Somlai Edina          |
| Stef Steinbrenner        | Martha Plimpton  | Zsigmond Tamara       |
| Richard `Data` Wang      | Jonathan Ke Quan | Kolovratnik Krisztián |
| Lotney `Lajhár` Fratelli | John Matuszak    | Dózsa László          |
| Jake Fratelli            | Robert Davi      | Maros Gábor           |
| Francis Fratelli         | Joe Pantoliano   | Usztics Mátyás        |
| Fratelli mama            | Anne Ramsey      | Győri Ilona           |

## Magyar bemutató
Magyarországon a Cartoon Network sugározta.[forrás?]

## Fordítás
Ez a szócikk részben vagy egészben  a   The Goonies című angol Wikipédia-szócikk ezen változatának fordításán alapul.  Az eredeti cikk szerkesztőit annak laptörténete sorolja fel. Ez a jelzés csupán a megfogalmazás eredetét és a szerzői jogokat jelzi, nem szolgál a cikkben szereplő információk forrásmegjelöléseként.